# New Bridge (Oregon)
New Bridge (más néven Newbridge) az Amerikai Egyesült Államok északnyugati részén, Oregon állam Baker megyéjében, az Oregon Route 86 közelében elhelyezkedő önkormányzat nélküli település.
Az 1878 és 1967 között működő posta első vezetője Joseph Gale volt. A település 1901-ig Union megye része volt. A lakosok a spartai bányászok számára értékesítettek terményeket; a település hanyatlását Richland létrejötte okozta.

## Fordítás
- Ez a szócikk részben vagy egészben  a   New Bridge, Oregon című angol Wikipédia-szócikk ezen változatának fordításán alapul.  Az eredeti cikk szerkesztőit annak laptörténete sorolja fel. Ez a jelzés csupán a megfogalmazás eredetét és a szerzői jogokat jelzi, nem szolgál a cikkben szereplő információk forrásmegjelöléseként.